# 柯蒂斯·古德
柯蒂斯·古德（英語：Curtis Good；1993年3月23日—）是一位澳大利亞足球運動員，在場上的位置是後衛。現效力於澳洲職業足球聯賽球隊墨爾本城。曾被紐卡斯爾外借至鄧迪聯。他也代表澳大利亞國家足球隊參賽。